# Ovid Densușianu
Cet article porte sur le linguiste ; pour une page sur l'ethnologue voir la page sur Nicolae Densușianu (en)
Ovid Aron Densușianu (Ovide Densusianu dans certains textes français) est un poète, philologue et folkloriste roumain né le 29 décembre 1873, à Făgăraș et décédé le 8 juin 1938, à Bucarest.
Densușianu a publié plusieurs recueils de poésie sous le nom de plume Ervin.

## Biographie
Après des études à l'École pratique des hautes études , Ovid Densușianu s'est distingué par son ouverture sur la modernité européenne.
Il a obtenu le doctorat avec une étude philologique sur un texte français du XIVe siècle : "Roman de la Comtesse d'Anion" par Jean Maillart. 
Il est nommé au Département d'Histoire de la Langue et de la Littérature Roumaine à l'Université de Bucarest

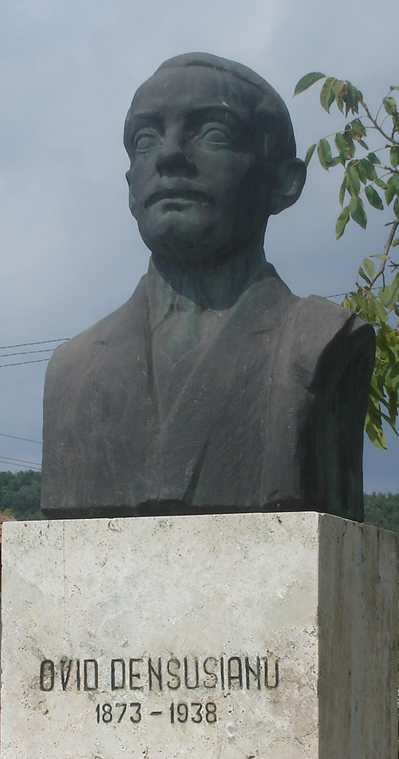
Buste de Densușianu à Densuș

Densușianu a rédigé plusieurs ouvrages en français, dont son Histoire de la langue roumaine, qui fait date.
Le 7 août 1902, il épouse Elena Bacaloglu ; en mars ou avril 1904, ils ont un fils, Ovid Junior,, et ils divorcent plus tard la même année.
Il a créé et dirigé la revue Viața nouă (« Vie Nouvelle ») de 1905 à 1925.
Il fut élu membre de l'Académie roumaine en 1918.

## Œuvres

### En français
(Le lieu d'édition est Paris)
- Histoire de la langue roumaine, I - Les Origines, 1901 ; II - Le Seizième siècle, 1938
- La Prise de Cordres et de Sebille : chanson de geste du XIIe siècle, 1896
- Aymeri de Narbonne dans la Chanson du pèlerinage de Charlemagne, 1896
- Un essai de résurrection littéraire, 1899
- Florilège des chants populaires roumains, Droz 1934